# Dušan Sernec
Dušan Sernec, slovenski elektrotehnik in politik, * 8. julij 1882, Maribor, † 15. februar 1952, Ljubljana.

## Življenjepis

### Poreklo in šolanje
Njegov oče je bil odvetnik in politik dr. Janko Sernec st. (1834—1909), sin Janeza Serneca, mlinarja, in Ivane Reybauer. Mati je bila Josipina r. Srebre, hči Jurija Srebreta (?-1869), zdravnika, in sestra Gvidona Srebreta (1839-1926), odvetnika in prvega slovenskega župana v Brežicah. Stric je bil znani celjski politik in filozof Josip Sernec. 
Leta 1900 je končal gimnazijo v Mariboru, leta 1905 pa diplomiral na strojniškem oddelku graške tehnike. Nato je odšel na elektrotehnično specializacijo v Francijo (Grenoble, Pariz) in Nemčijo (Karlsruhe). 

### Poklicna pot
Služboval je (1906–13) pri Allgemeine Elektrizitätsgesellschaft na Dunaju, v Trstu in Ljubljani. Ko je Kranjski deželni odbor na pobudo dr. Evgena Lampeta sklenil elektrificirati Kranjsko, je bil Sernec prvi ravnatelj (1913–22) novo ustanovljenemu podjetju Kranjske deželne elektrarne, ki so 1915 dogradile elektrarno Završnico pri Žirovnici. 
V Brejčevi Deželni vladi Slovenije je bil od marca do novembra 1920 poverjenik za javna dela ter skrbel predvsem za elektrifikacijo. Od decembra 1922 do avgusta 1923 je delal kot pooblaščeni inženir na Bledu, septembra 1923 je postal docent za električne inštalacije na Tehniški fakulteti v Ljubljani, oktobra 1926 izr. prof. 

### Politično udejstvovanje
Februarja 1925 je postal narodni poslanec v narodni skupščini na listi SLS, od februarja do aprila 1927 je bil minister za zgradbe, od 14. februarja 1929 ljubljanski podžupan, od 9. oktobra 1929 pa prvi ban Dravske banovine. Na položaju bana ga je 4. decembra 1930 nasledil dr. Drago Marušič. Sernec je bil od septembra 1930 minister za gozdove in rudnike, od junija do septembra 1931 pa minister za zgradbe; potem je odstopil, se razšel s SLS in živel kot zasebnik v Ljubljani. Ostal je le upravnik Kmetske posojilnice. 
Po okupaciji Jugoslavije aprila 1941 se je med prvimi meščanskimi politiki priključil OF in postal član Vrhovnega plenuma. Ob božičnih racijah 1942 je bil prijet, spet izpuščen; septembra 1943 je odšel in kmalu za njim vsa družina na osvobojeno ozemlje, bazo IO OF št. 20 na Rogu. Drugo zasedanje AVNOJ v Jajcu ga je imenovalo za finančnega poverjenika Nacionalnega komiteja osvoboditve Jugoslavije, jeseni 1944 se je preselil v Črnomelj, nato z letalom odletel na Vis in novembra v Beograd. Ko je bil 16. junija 1944 sklenjen sporazum Tito-Šubašić in ta novembra istega leta dopolnjen s sporazumom o kraljevskem namestništvu, je bil Sernec z dr. S. Budisavljevićem in dr. A. Mandičem postavljen za kraljevega namestnika. To funkcijo je opravljal do 29. novembra 1945, do proglasitve Demokratične federativne Jugoslavije. Upokojen se je vrnil v Ljubljano in tu preživel zadnja leta.

### Osebno življenje
Poročen je bil z Gabrijelo r. Hanuš (1887-1971). Leta 1917 sta kupila vilo Triglav na Bledu. Imel je tudi vilo na Poljanah v Ljubljani. Z Gabrijelo sta imela tri hčere, Tatjano (1912-2007, doktorica kemijskih znanosti, poročena z generalom Jakom Avšičem), Boženo (1914-1997, zdravnica, pediatrinja, poročena s Tinetom Logarjem) in Sašo (1919-2005) ter sina Dušančka (1923-1933).